# Сишань (Уси)
Сиша́нь (кит. упр. 锡山, пиньинь Xīshān, буквально: «медная гора») — район городского подчинения городского округа Уси провинции Цзянсу (КНР).

## История
Ещё в эпоху Шан старший сын правителя чжоусцев Даньфу (чжоуский Тай-ван) — Тайбо — основал в этих местах поселение Мэйли (на его месте в настоящее время находится деревня Мэйцунь); его домен получил название Цзюйу (句吴). После того, как чжоусцы свергли власть шанцев, в связи с тем, что у Тайбо не было сыновей, У-ван сделал правителем этих мест Чжоучжана, который был потомком в 5-м поколении Чжунсюна — второго сына Даньфу. Так было положено начало царству У, впоследствии завоёванному другими царствами.
Во времена империи Хань в 202 году до н. э. был создан уезд Уси (无锡县). Во времена диктатуры Ван Мана название Уси («нет олова») было в 9 году заменено на Юси (有锡, «есть олово»), однако после восстановления империи Хань уезду было в 25 году возвращено название Уси. В эпоху Троецарствия уезд был расформирован, однако после повторного объединения страны под властью империи Цзинь уезд был в 280 году создан вновь.
Во времена монгольской империи Юань уезд был в 1295 году поднят в статусе — так появилась область Уси (无锡州). После установления китайской империи Мин область была в 1369 году понижена в статусе и вновь стала уездом. В 1724 году уезд Уси был разделён на два уезда — Уси и Цзинькуй (金匮县) — которые, однако, управлялись из одного и того же центра. Во время Синьхайской революции в Цзинькуе было образовано военное правительство, и два уезда были вновь объединены в единый уезд Уси.
В 1949 году, когда в ходе гражданской войны эти места перешли под контроль коммунистов, урбанизированная часть уезда Уси была выделена в отдельный город Уси. В 1952 году уезд Уси вошёл в состав Специального района Чанчжоу (常州专区). В 1953 году была образована провинция Цзянсу, и уезд Уси после расформирования Специального района Чанчжоу перешёл в состав Специального района Сучжоу (苏州专区). В 1958 году уезд Уси перешёл в подчинение властям города Уси, но в 1962 году был возвращён в состав Специального района Сучжоу.
В 1983 году был образован городской округ Уси, и уезд Уси вошёл в его состав. В 1995 году уезд Уси был преобразован в городской уезд Сишань (锡山市).
В 2000 году городской уезд Сишань был расформирован, а вместо него были образованы районы Сишань и Хуэйшань.

## Административное деление
Район делится на 6 уличных комитетов и 4 посёлка.

## Экономика
Сишань является крупнейшим в стране центром по разработке и производству электроскутеров и запчастей к ним (здесь производят треть всех китайских электроскутеров). По состоянию на 2021 год в районе базировалось 190 производителей электроскутеров и 450 предприятий, которые изготавливали комплектующие (в Сишане расположены шесть из десяти крупнейших производителей электроскутеров в стране, в том числе и такой гигант, как Yadea); по итогам 2021 года они выпустили 15 млн электроскутеров на общую сумму 57 млрд юаней (7,95 млрд долл. США). Электроскутеры, производимые в Сишане, экспортируются в более чем 130 стран и регионов мира.

### Торговля
В Сишане расположен торговый центр LIVAT, в состав которого входят мебельный гипермаркет IKEA и супермаркет Auchan.

## Транспорт
На территории района расположен Восточный вокзал Уси, который принимает составы высокоскоростной линии Пекин — Шанхай. Также Сишань обслуживает 2-я линия метрополитена Уси.